# The Focus Group
The Focus Group es un proyecto del músico electrónico experimental y diseñador gráfico Julian House. El sonido de Focus Group es una mezcla de influencias que van desde antiguos sonidos de música de biblioteca producidos en la década de 1970, pastiches inspirados en la década de 1960, películas de información pública y bandas sonoras hasta películas y programas de la década de 1970, así como los collages sonoros de la música concreta.

## Historia
The Focus Group han lanzado cinco álbumes de estudio en el sello de House, Ghost Box: Sketches and Spells (2004), Hey Let Loose Your Love (2005), We Are All Pan's People (2007), The Elektrik Karousel (2013) y Stop-Motion Happening with the Focus Groop (2017). Hey Let Loose Your Love figuró entre los 50 mejores álbumes de la revista musical The Wire de 2005.

## Colaboraciones
House ha colaborado con la banda electrónica indie Broadcast, dando como resultado el álbum de 2009 Broadcast and the Focus Group Investigate Witch Cults of the Radio Age (publicado por Warp) y el EP de 7" Familiar Shapes and Noises (lanzado en Ghost Box). Investigate Witch Cults of the Radio Age fue nombrado por la revista The Wire álbum del año en 2009.

## Diseño gráfico
House también ha destacado como diseñador gráfico; su trabajo ha incluido portadas para Broadcast, Oasis, Can, Stereolab, Martina Topley-Bird, Razorlight y Primal Scream.

## Discografía

### Álbumes de estudio
- Sketches and Spells (2004, Ghost Box)
- Hey Let Loose Your Love (2005, Ghost Box)
- We Are All Pan's People (2007, Ghost Box)
- Broadcast and the Focus Group Investigate Witch Cults of the Radio Age con Broadcast (2009, Warp)
- The Elektrik Karousel (2013, Ghost Box)
- Stop-Motion Happening with the Focus Groop (2017, Ghost Box)

### Singles y EPs
- "We Are Coming Back to Dance With You" digital single (2008, Ghost Box)
- Ghost Box Free 3 Track EP split digital EP con the Advisory Circle (2008, Ghost Box)
- Familiar Shapes and Noises 7" EP with Broadcast (2010, Ghost Box)